# Neoplasticism

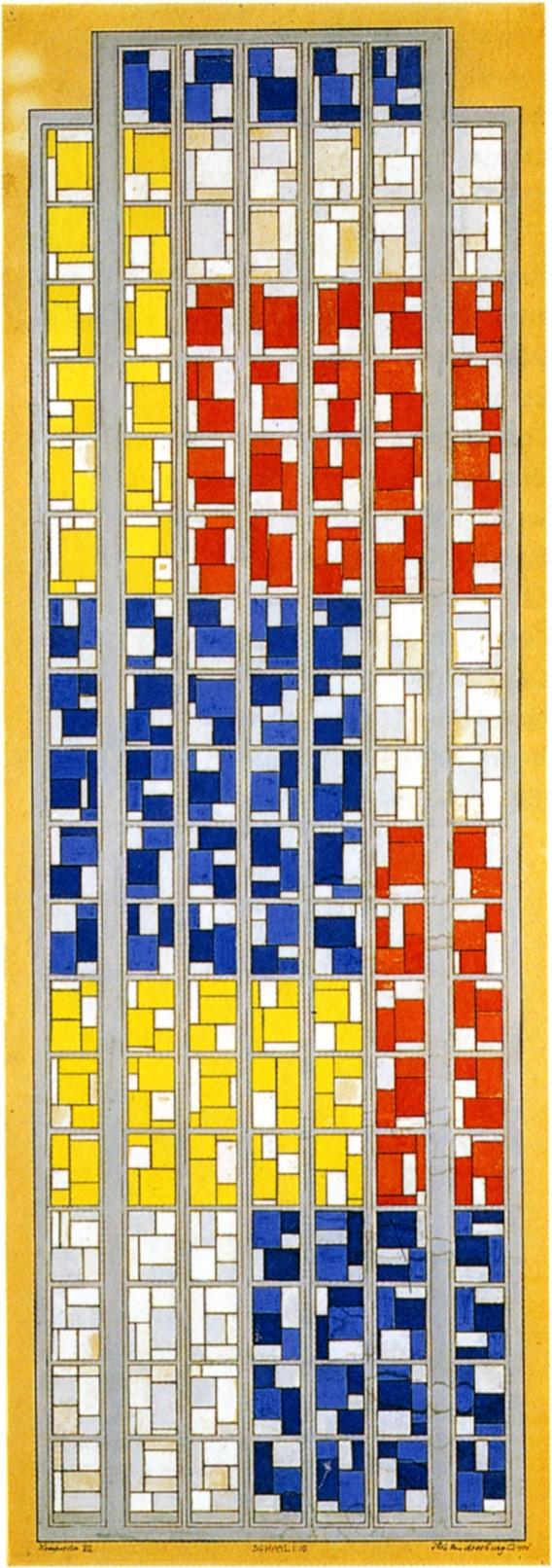
Theo van Doesburg: Ontwerp voor Glas in lood, compositie XIII / Skiss till målat glas (1924), penna, bläck och gouache på papper, 99 × 32 cm, Pinacoteca Casa Rusca i Locarno.

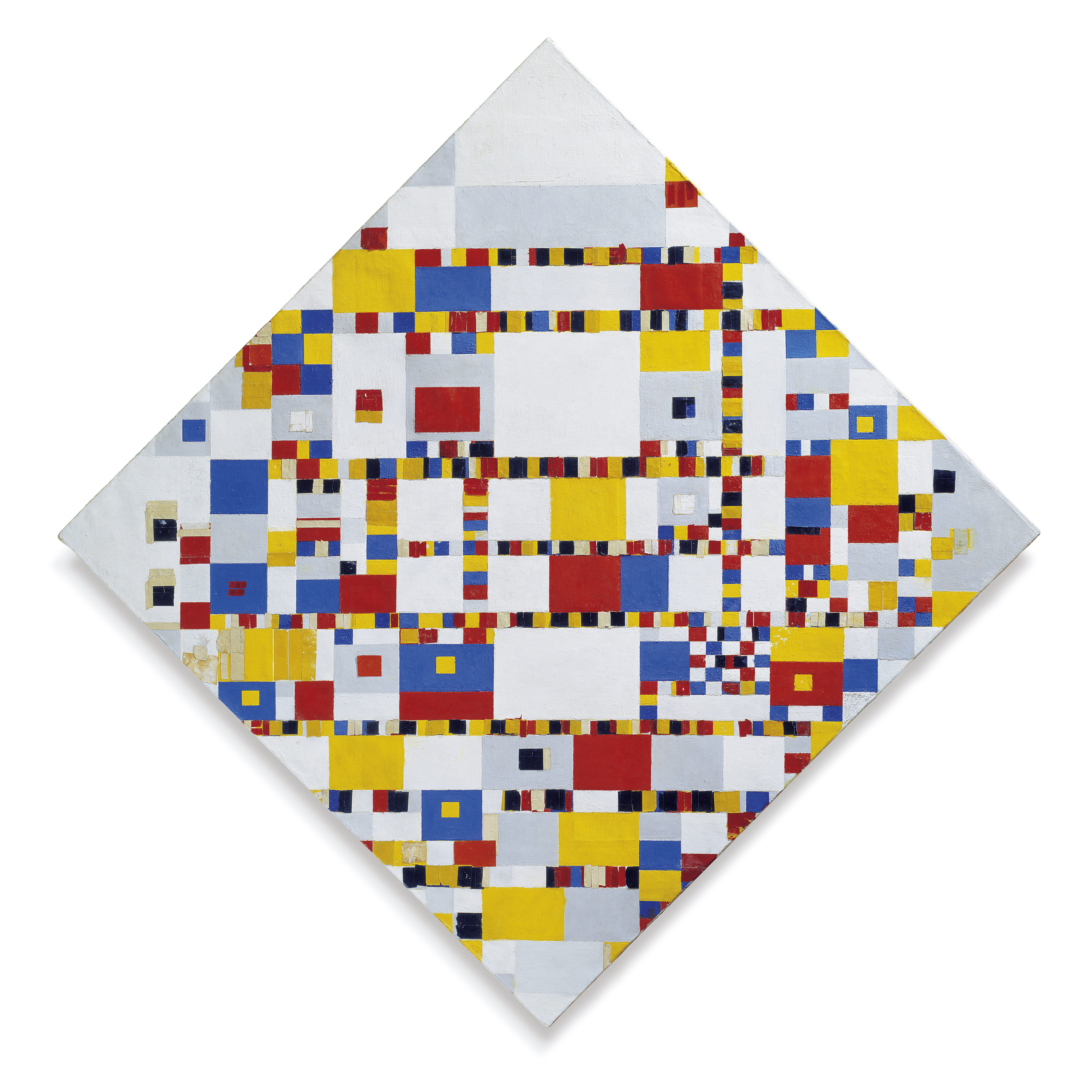
Piet Mondrian: Victory Boogie Woogie (1942-1944), olja, papper, kol, penna med mera på duk, 127,5 x 127,5 cm, Gemeentemuseum Den Haag.

Neoplasticism, från (franskans néo-plasticisme, efter nederländskans nieuwe-beelding, "nyformande") är en konstteori som avsåg att förändra estetiken. Den lades fram av den nederländska konstnärsgrupperingen De Stijl, med Piet Mondrian och Theo van Doesburg i spetsen.
Neoplasticismens principer var att konsten skulle vara helt och hållet abstrakt. De förespråkade en användning av elementära former, i synnerhet kuber, vertikaler och horisontaler. Endast räta hörn i horisontella eller vertikala lägen fick användas, och färgerna skulle vara de enkla elementarfärgerna, med tillägg av vitt, svart och grått.
Piet Mondrian inspirerades även av teosofi. Hans måleri var ett sökande efter den ordning som rådde bortom "det för ögonen givna". De vertikala linjerna kan tolkas som det teosoferna kallar "maskulint konstruktiva" och de horisontella som det "feminint passiva". Därför är det möjligt att se hans måleri som ett slags sökande efter balans och harmoni i djupare mening.